# Samira Bellil
Samira Bellil (24 de noviembre de 1972-4 de septiembre de 2004), fue una animadora sociocultural, conocida por su libro Dans l'enfer des tournantes (Éditions Denoël, 2002).

## Biografía
Nació en Argelia, hija de una empleada del hogar y de un obrero. En un barrio de la ciudad francesa de Saint-Denis, fue sometida a violaciones colectivas (en francés, se ha adoptado la expresión "tournantes" tournante). Denunció a sus violadores, y tuvo que abandonar su barrio. Su violador fue condenado a ocho años de prisión y ella cayó en la droga y en el alcohol.
Siguió una larga terapia de rehabilitación, colaboró con una asociación, que luchaba por la reinserción de mujeres y basado en su experiencia, escribió el libro Dans l'enfer des tournantes.
En su libro denuncia la violencia sexual, trivializada en algunos barrios difíciles, donde algunas jóvenes sufren violaciones colectivas, que no se atreven a denunciar, causándoles graves problemas psíquicos. 
Murió el 4 de septiembre de 2004, a la edad de 31 años, enferma de un cáncer de estómago.